# Сомаколоња (Сондрио)
Сомаколоња је насеље у Италији у округу Сондрио, региону Ломбардија.
Према процени из 2011. у насељу је живело 118 становника. Насеље се налази на надморској висини од 1022 м.